# 曾生

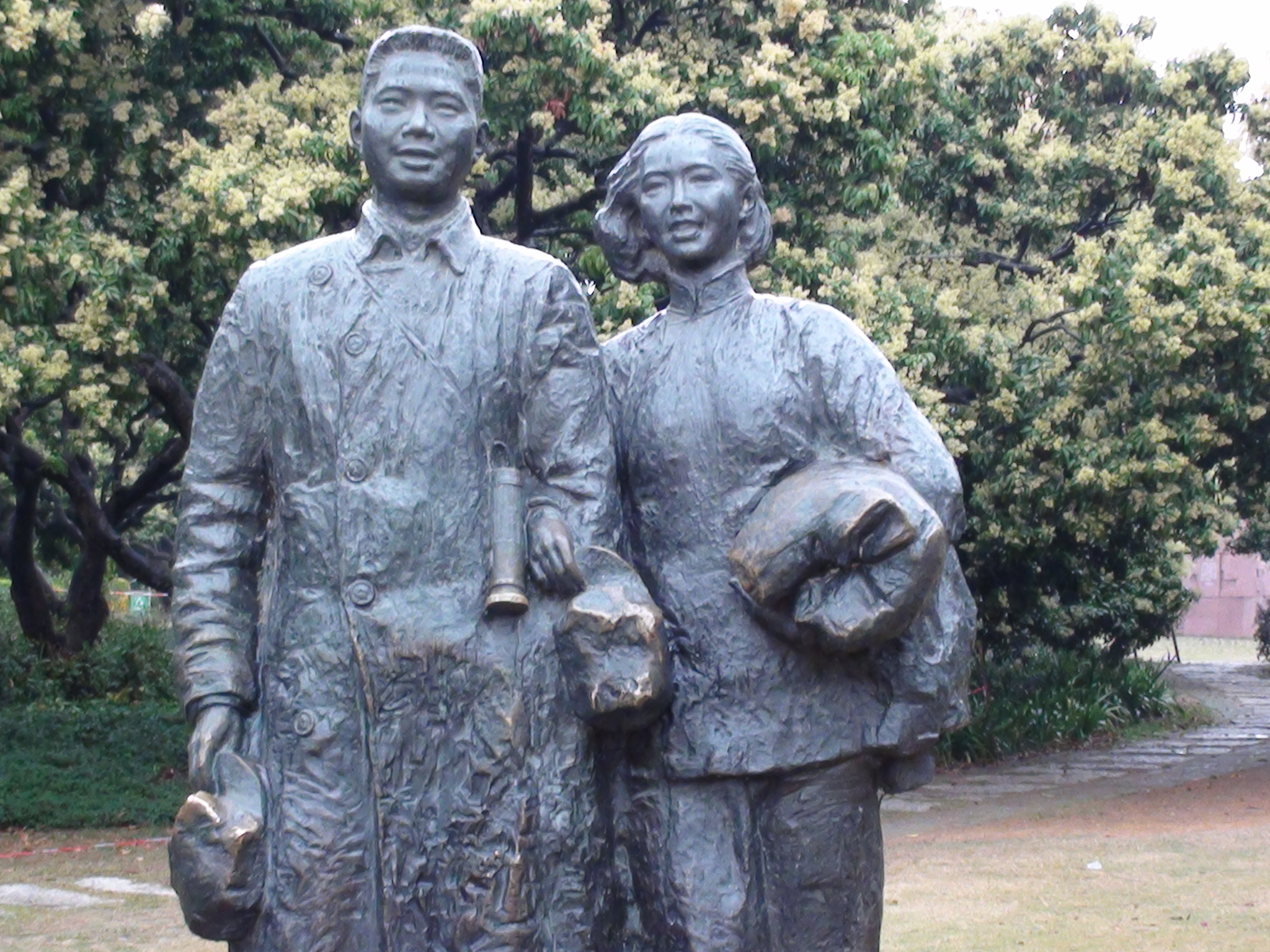
深圳南山区中山公园内的曾生夫妇雕像

曾生（1910年12月19日—1995年11月20日），男，广东惠阳人，中华人民共和国军事人物、政治人物，广东人民抗日游击队东江纵队领导人。
毕业于国立中山大学，曾参加爱国学生运动，被选为广州市抗日学生联合会主席。1938年10月，任中共惠（阳）宝（安）工委书记，领导组建惠宝人民抗日游击队。1943年12月广东人民抗日游击队东江纵队成立，任司令员。为创建华南抗日根据地、发展壮大华南抗日武装作出了卓著贡献。中华人民共和国成立后，曾任广东省军区副司令员、广东省副省长，中华人民共和国交通部部长等职。1955年被授予少将军衔。1995年11月20日在广州逝世。

## 生平

### 早年

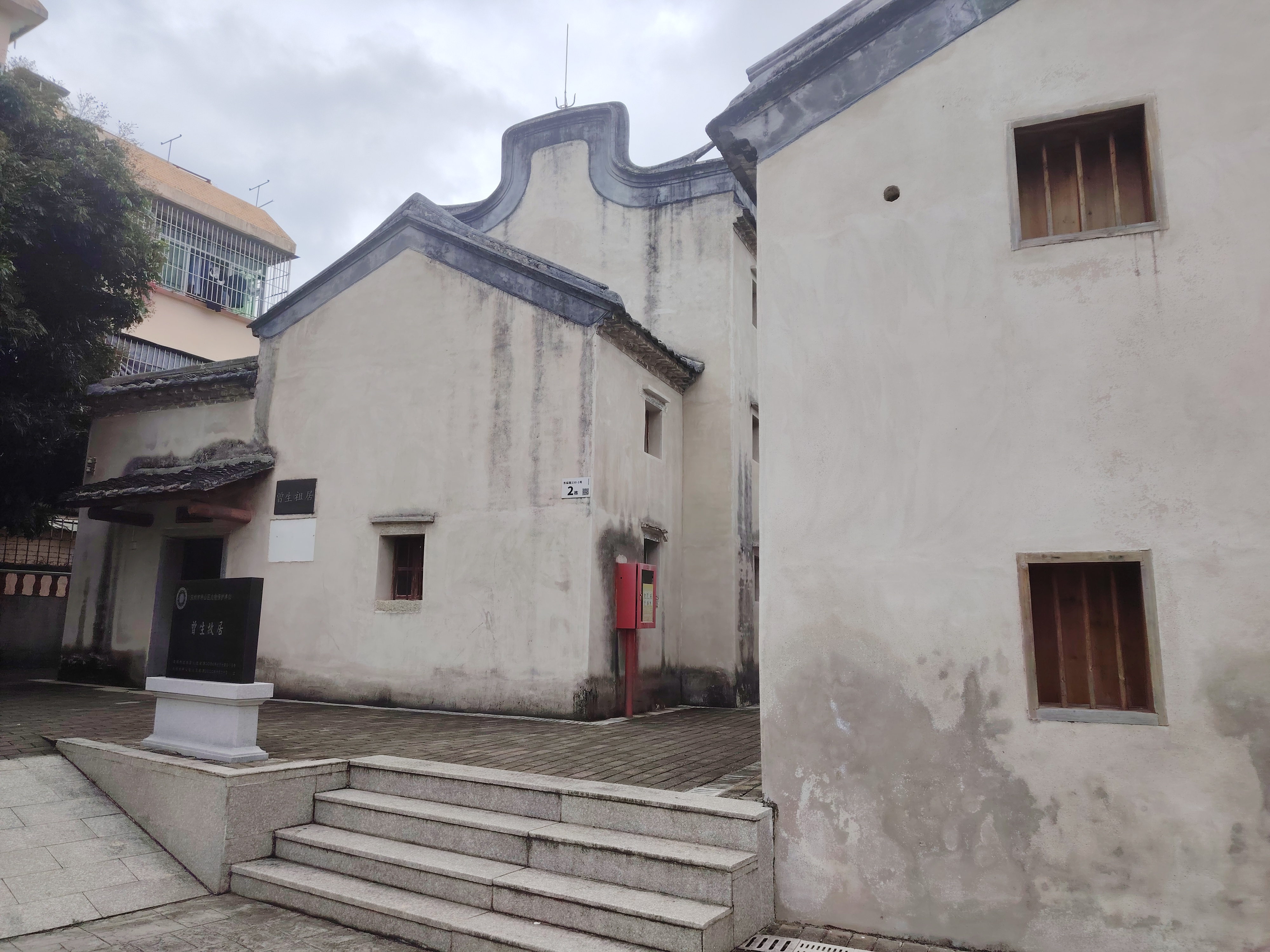
曾生将军故居

1910年12月19日，曾生出生于广东省惠州府歸善县坪山乡（今深圳市龙岗区坪山街道）石灰陂村。原名曾振声，后来在香港做海员时改名为曾生。父亲是澳大利亚华侨，母亲留守在坪山持家，父母都是客家人。曾生10岁读完初小后，通过伯父的关系进入香港超然学校读书，因为性格倔强，多次违反这间传统学校的校规，只好回到坪山读书。在坪山读完高小后，于1923年离开故乡，前去澳大利亚的悉尼与父亲团聚，在悉尼老牌名校堡壘街中學读完初中和中专后，1928年，与父亲一起回到坪山。
1929年，曾生来到广州，在国立中山大学附属中学读高中。同年，曾生因受到房东的牵连，被军警错抓进监狱，在狱中因看到中共党员留下的标语和诗词而受到共产主义的启蒙。1933年7月，曾生升入国立中山大学文学院教育系读书。1934年，中共党员王均予在广州创立秘密组织“中国青年同盟”，在同学钱兴的介绍下，曾生加入了该组织。同年，曾生担任国立中山大学平民夜校的校长，他把该夜校作为中国青年同盟秘密活动的场所。1935年12月9日，北平学生爆发了以抗日救国为主题的一二九运动，国立中山大学的学生积极响应，在广州发起了数次大规模的游行。1936年1月6日，曾生被国立中山大学师生推选为国立中山大学员生工友抗敌会执行委员会的主席。1月13日，广东军阀陈济棠对学生游行进行镇压，“荔枝湾惨案”发生，随后陈济棠又对发起运动的学生骨干进行抓捕，曾生也因此受到通辑，并且被国立中山大学停止了学籍。

### 从事香港海员工人运动
1936年1月，曾生来到了香港，在新界一间海员子弟学校教书。2月，曾生到英国昌兴轮船公司的“日本皇后”号轮船当海员，并在船上成立了由坪山同乡组成的慈善组织“惠坪乐善公所”，适时进行抗日救亡的宣传。5月，抗日名将张炎携夫人乘坐“日本皇后”号轮船从加拿大温哥华回香港，看了曾生组织的抗日救亡文艺表演，和曾生结交成为朋友。9月，由于陈济棠已经下台，曾生回到国立中山大学复学读书。
1936年10月，曾生和钱兴等人在王均予的介绍下，加入了中国共产党。其后，曾生一边在国立中山大学读书，一边抽时间回香港从事恢复中共党组织的工作。12月，曾生和丘金、叶盘生三人建立起中共香港海员工作委员会（简称：中共香港海员工委），丘金任书记，曾生任组织部长，直接受中共中央临时南方工作委员会的领导。1937年7月，曾生从国立中山大学毕业。8月，曾生卖了家里的两亩地，在香港办了一间招收海员子弟的学校“海华学校”，并把学校作为中共香港海员工委的联络点。1938年初，丘金被调去延安学习，曾生接任中共香港海员工委书记。一直到1938年底曾生离开中共香港海员工委为止，该工委共发展了300多人加入中国共产党。
自中共香港海员工委成立之后，曾生等人通过“余闲乐社”、“香港惠阳青年会”等群众组织发展中共党员，并进行抗日救国的宣传。广东珠三角沦陷后，大批“余闲乐社”和“香港惠阳青年会”的成员回到广东，参加抗日游击武装。中共香港海员工委还在1937年8月15日发起成立了香港海员工会，李发任任主席，曾生任组织部长。香港海员工会成立之后发起了反日罢工行动，在日本轮船公司工作的中国海员集体离职，而其它国家轮船上的中国海员则拒绝运货至日本。12月30日，香港政府因日本政府和英国商人施加的压力，而封闭了香港海员工会。

### 创建抗日游击队

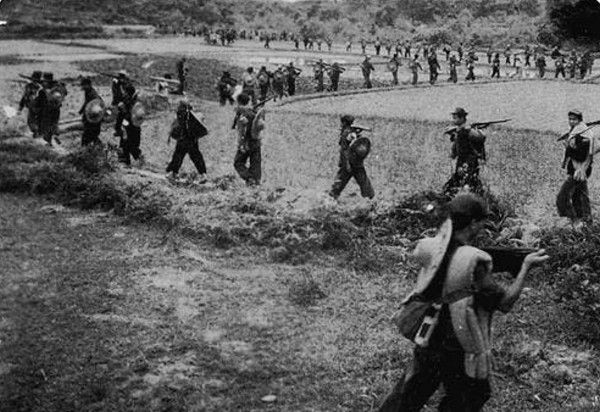
東江縱隊港九大隊1945年在香港邊界附近行軍情況

1938年10月12日，日军在广东省惠阳县的大亚湾登陆，驻守在广东的中国国民革命军由于部分师团被调往长江流域作战，兵力缺乏，在被动防守中节节败退。次日，中共广东省委委员、八路军驻香港办事处主任廖承志根据中共中央的电令，在香港召集中共香港市委书记吴有恒和时任中共香港海员工委书记的曾生等人开会，研究在东江日占区开辟游击区的问题。曾生由于是惠阳人，并且在当地进行过抗日宣传的工作，所以主动请缨回惠阳组织抗日武装。10月24日，曾生根据会议的决定，从香港带领几十人来到惠阳坪山，成立中共惠宝工作委员会，并向当地的国民革命军驻军借来15支步枪，以及当地中共党组原有的几支枪，组成最初的抗日武装。12月2日，在征得当地驻防的国民革命军第151师温淑梅旅长同意后，惠宝人民抗日游击总队在惠阳淡水的周田村成立，曾生任总队长，队员有100多人，温淑海向曾生颁发了委任状。

### 出任南海舰队副司令员
1952年，时任华南军区第一副参谋长的曾生受命带领40多人的中南军区赴朝学习团赶赴朝鲜战争前线，在朝鲜进行了大约半年时间的实战学习。8月，曾生回到北京，见到了叶剑英，叶剑英知道曾生受到华南军区司令员黄永胜的排斥，如是安排曾生去见海军司令员肖劲光，肖劲光把曾生安排到南京军事学院海军系学习。从1952年12月开始，曾生在南京军事学院学习了四年。1955年，在读期间，曾生被授予中国人民解放军少将军衔，1956年夏天，曾生顺利通过中国人民解放军国家考试。6月24日，周恩来任命曾生为海军南海舰队（第一）副司令员，8月，曾生正式到广州石榴岗南海舰队驻地任职。
曾生在南海舰队任职期间，主要负责舰队作战、训练、舰船修造以及水面舰艇部队的建设。在训练方面，曾生认为应该按照战斗和工作任务来计划和训练部队；并认为和平时期提高部队战斗力在于苦练，应该多到复杂的海区和气象条件下去训练。1957年10月，曾生负责组织了广州湾演习，这次演习共有参加舰艇40艘，参加人员2800多人，是南海舰队第一次比较系统的从理论讲课至图上作业，到诸兵种合同训练的抗登陆实兵演习。1958年3月28日，曾生还组织了第一期南海舰队军官军事轮训队，并兼任队长讲授军事课程，进行系统的军官训练。在舰船修理和建造方面，曾生组织了机电业务长的培训，培养部队自修航艇的能力，经过一年多的时间，南海舰队自修的舰船接近了总船数的50%。1959年6月11日，南海舰队修理部设计的第一艘高速护卫艇在黄埔修船厂下水。
1959年2月，越南共和国和中华人民共和国在西沙群岛发生冲突，南海舰队司令员赵启明在上级的指示下部署了巡逻西沙的任务，曾生作为分工管作战的副司令员具体负责西沙巡逻。而同时，越南民主共和国和中华人民共和国的关系非常友好。在1958年9月25日至1959年12月23日，南海舰队共为越南民主共和国训练了三批共774名海军人员，并提供了24艘护卫艇。曾生也曾两次访问越南民主共和国，第二次是作为赴越南军事技术组副组长的身份访问，该次访问从1959年11月至1960年1月13日历时两个多月，受到了越南民主共和国主席胡志明、总理范文同等国家领导人的接见。

### 出任广东省副省长兼广州市市长
1960年10月，经过中共广东省委第一书记陶铸的推荐和广州市人民代表大会的选举，曾生接替朱光出任广东省人民委员会副省长兼广州市人民委员会市长。曾生上任后，全面负责广州市政府的各项工作，还具体负责市政建设、政法、体育、文化、外事等方面的工作。除广东省副省长和广州市市长的职务外，曾生还兼任广东省和广州市政府的许多职务，包括有广东省外事办公室主任、广东省体育运动委员会主任、广州体育学院院长、广州军分区政委、广州军分区党委第一书记、广州市政协副主席等职。这段时期被曾生自己认为是他一生中最繁忙的时期。
曾生在任广州市市长期间，充分利用了广州的地缘优势，争取到中央政府、中南局和广东省政府的重视，通过在上交的工商业利润中提留5%和中央直接拔款的方式，兴建了一大批重大项目。这些项目包括了改造和新建居民区，整治珠江两岸、园林绿化和交通建设，兴建高楼、机场、火车站等大型市建项目。在整改居民区方面，1960年在广州基立村、荔湾涌、大沙头、二沙头等15处地方兴建28万平方米的水上居民住宅群，将广州市6.8万以船为家、俗称“疍家人”的水上居民移迁进去；1965年和1966年，采取个人自筹和政府、单位补贴相结合的方式，将广州市内一半左右，约1.1万间木屋，改造成砖瓦房和混合结构的楼房。在绿化和交通建设方面，对广州市区的珠江两岸进行了大规模整治，整修堤坝、修建滨江大道和绿化带；新建、扩建和翻修了广州市区100多公里长的道路，建造了包括人民大桥在内的一批桥梁；对白云山风景区的名胜古迹进行修复，新建了海珠广场等九个广场和一些有地方特色的公园，1965年广州市区绿化覆盖率已经达到27.3%，居全中国各城市的第二位。在大型市建项目方面，1964年1月5日，总投资达3600多万元的白云机场扩建工程动工，曾生担任工程总指挥，仅用87天的时间主体工程即告完工交付使用；1966年在海珠广场兴建楼高86米，共27层的广州宾馆，建成后成为全中国第一高楼；此外，曾生还负责过新爱群大厦、广州火车站、广州电视塔等大型市建项目。
由于广州临近港澳和沿海，台湾的国民党政府经常派遣特务潜入广州，广州的公共安全受到了很大的挑战。1962年6月5日至6日，广九铁路广州东站发生了1万多市民冲击火车站，并打伤警察的事件，而这些市民正是被国民党特务派发的“边境开放三天，不用通行证可以去香港”的传单所煽动。曾生在这次事件中，亲自化装后去东站察看，然后回来和广东省、广州市政府的领导开会后，果断采取措施，让广州军区派出一个营的兵力在东站实行戒严，将事件平息下来。这次事件过后，曾生意识到广州市公安部门存在的问题，并采取了一些措施进行改进，包括将警察人数由5000人增加到7000人；增加摩托车、汽车等警用设备；提高警察的福利等措施。除此之外，还设立了将军队与警察两种力量相结合的广州警备司令部，由曾生兼任司令员。

### 文革期间入狱
“文化大革命”期间，受到林彪等人的诬陷迫害。

### 出任交通部部长
1974年平反后，先后任交通部副部长、部长、国务院顾问等职务。

### 引用
1. ↑  《曾生回忆录》第13页。
2. ↑  《曾生回忆录》第72页。
3. ↑  《广东民国史》下册第985页。
4. ↑  《广东抗日战争纪事》第156页。
5. ↑  刺向日军的一把尖刀 的存檔，存档日期2007-09-27.，深圳商报，2001年7月1日。
6. ↑  《曾生回忆录》第604页。
7. ↑  《曾生回忆录》第614页。
8. ↑  《曾生回忆录》第616页。
9. ↑  《曾生回忆录》第625页。
10. ↑  《曾生回忆录》第635页。
11. ↑  《曾生回忆录》第648页。
12. ↑  《曾生回忆录》第650页。
13. ↑  《曾生回忆录》第662页。
14. ↑  《曾生回忆录》第667页。

### 书籍
- 曾生：《曾生回忆录》，解放军出版社，1992年2月。ISBN 7-5065-1813-9
- 《东江纵队成立四十周年纪念专辑》，1983年。
- 丁身尊 主编：《广东民国史》，广东人民出版社，2004年4月。ISBN 7-218-04486-7
- 沙东讯 编著：《广东抗日战争纪事》，广州出版社，2004年7月。ISBN 7-80655-524-2

| 中華人民共和國政府职务 | 中華人民共和國政府职务                  | 中華人民共和國政府职务             |
| ---------------------- | --------------------------------------- | ---------------------------------- |
| 前任： 葉飛            | 中华人民共和国交通部部长 1979年－1981年 | 繼任： 彭德清                      |
| 前任： 朱光            | 广州市人民委员会市長 1960年－1967年     | 繼任： 黃榮海 广州市革命委员会主任 |